# Peter Reichenberger
Peter Reichenberger (* 13. Oktober 1945 in Halle an der Saale; † 26. Juli 2004 in Köln) war ein deutscher Maler. Im Jahr 2006 ging der gesamte Künstler-Nachlass in die Peter Reichenberger-Stiftung über.

## Leben und Werk
Peter Reichenberger lebte seit 1947 in Köln und besuchte ab 1956 die Realschule Severinswall. Anschließend machte er eine Ausbildung zum Grafiker. Von 1965 bis 1967 leistete er den Militärdienst ab und war Mitarbeiter des Soldatenkuriers. Von 1967 bis 1973 studierte er Freie Malerei an den Kölner Werkschulen. Er war Meisterschüler von Professor Karl Marx. In dieser Zeit entstanden die ersten Objekte und Leinwände, die unmittelbar mit dem Finger (Fingerabdruck) bearbeitet wurden.
1968 bezog er ein Atelier im Schloss Nörvenich. Hier wirkte auch der Bildhauer Ulrich Rückriem. Während seiner nebenamtlichen Lehrtätigkeit als Kunsterzieher studierte er Kunstgeschichte und Völkerkunde an der Universität zu Köln. 1982 wechselte er in das Atelier Alte Wachsfabrik nach Köln-Rodenkirchen. Seit 1986 arbeitete Peter Reichenberger als freischaffender Künstler. Es entstanden die ersten Leinwände mit zweifarbigen Überlagerungen von Handtellerabdrücken (HTA 0-90°).  1995 heiratete er Stefanie Claudi. Die Ehe endete im Jahre 2003.
Peter Reichenberger unternahm ausgedehnte Reisen in die Sahara, den Vorderen Orient, Asien und Amerika. Am 26. Juli 2004 verunglückte Peter Reichenberger tödlich.

## Ausstellungen

### Einzelausstellungen (Auswahl)
- 1977	  Leopold-Hoesch-Museum, Düren (Katalog)
- 1978	  Galerie Denise René, Hans Mayer, Düsseldorf, Berührungen, Überlagerungen (Katalog)
- 1990	  Kunstmesse Düsseldorf, FORUM, One Man Show, Gallery 44
- 1994    Kunstverein Lippstadt (Katalog)
- 1998	  Friedrich-Ebert-Stiftung, Bonn, Struktur und Geste
- 1999	  Galerie Hünermann, Düsseldorf, unendlich – handlich
- 2004    Galerie Fellner von Feldegg, Krefeld
- 2005    Kunsthalle Villa Kobe, Halle (Saale)
- 2006    Seit diesem Jahr hat die Peter Reichenberger-Stiftung einen ständigen Präsentations- und Ausstellungsraum im Haus der Stiftungen Köln
- 2006    Galerie Seippel, Köln, Bilder aus dem Nachlass
- 2007	  Galerie 40, Wiesbaden
- 2007    Galerie Seippel, Köln, Peter Reichenberger, Das grafische Werk
- 2007    Galerie 40 Rother, Wiesbaden, Malerei - Retrospektive
- 2008    Galerie Seippel, Köln
- 2009    Galerie Seippel, Köln
- 2010    Galerie Seippel, Köln
- 2011    Galerie Seippel, Köln
- 2012/13 Galerie Seippel, Köln
- 2013    Museum Goch, Serielle Farbräume
- 2015    Galerie Seippel, Köln, Struktur und Farbe
- 2015    Haus der Stiftungen, Köln, Handtellerarbeiten, Kölner-Innenstadt Galerien (K1), Sommer Edition #3
- 2016    Haus der Stiftungen, Köln, Arbeiten auf Leinwand und Papier, K1, Sommer Edition #4
- 2017    Haus der Stiftungen, Köln, K1, Sommer Edition #5
- 2017/18 Kunstmuseum Gelsenkirchen, Ohne Pinsel - Malerei von Peter Reichenberger
- 2018    Haus der Stiftungen, Köln, Arbeiten auf Papier, K1, Sommer Edition #6
- 2019    Haus der Stiftungen, Köln, PETER REICHENBERGER, K1, Winter Edition #1
- 2020    Galerie Seippel, Köln, Bilder aus der Stiftung
- 2020    Haus der Stiftungen, Köln, Finger - Handkante - Handteller. Arbeiten auf Papier, K1, Winter Edition #2
- 2021    DKM, Duisburg
- 2025    Stadtmuseum Siegburg, Farbwelten – zwischen Fingerabdruck und Handteller. Peter Reichenberger zum Achtzigsten

### Gruppenausstellungen (Auswahl)
- 1977     Wilhelm-Morgner-Haus, Soest
- 1978	   Paula Modersohn-Becker-Haus, Bremen
- 1979	   Rheinisches Landesmuseum, Bonn, Schlaglichter (Katalog)
- 1980	   Paula Modersohn-Becker-Haus, Bremen
- 1982	   Deutscher Künstlerbund, Düsseldorf
- 1982     Kleine Grafik Galerie, Bremen
- 1983	   Brompton Gallery, London/GB
- 1983     Westdeutscher Künstlerbund, Osthaus Museum Hagen, Hagen (Katalog)
- 1983	   Deutscher Künstlerbund, Berlin
- 1986	   Kunstverein und Kunstmuseum Gelsenkirchen, Junge Künstler sehen romanische Kirchen in Köln (Katalog)
- 1986	   Kölnischer Kunstverein, 8 in Köln (Katalog)
- 1991	   Kunsthalle Köln, Köln-Kunst
- 1992	   Museum Folkwang, Essen, Geteilte Bilder – Das Diptychon in der modernen Kunst (Katalog)
- 1994	   Galerie Neher, Essen, Farbe – Farbe (Katalog)
- 1994	   Abtei Brauweiler, Köln (Katalog)
- 1995	   Galerie Neher, Essen, Einblick – Ausblick
- 1998	   Galerie Benden und Klimczak, Köln
- 1998	   Pixel Partners, Köln
- 2001	   Museum Morsbroich, Leverkusen, Darlings
- 2004	   Museum Morsbroich, Leverkusen, VIP 2
- 2005     17. Art Frankfurt, Galerie Fellner von Feldegg
- 2005	   Galerie Seippel, Glaubensbilder
- 2010     Galerie Seippel, Köln (mit Egon Karl Nicolaus)
- 2012     Cologne Fine Arts & Antique (COFA), Köln (mit Egon Karl Nicolaus Stiftung)
- 2012/13  Galerie Seippel, Köln, Egon Karl Nicolaus Stiftung und Peter Reichenberger Stiftung
- 2013   COFA, Köln (mit Egon Karl Nicolaus Stiftung)
- 2015   Galerie Seippel, Köln, Asensi, Etzold, Klümpen, Nicolaus, Reichenberger
- 2015   Galerie Seippel, Köln, Egon Karl Nicolaus Stiftung und Peter Reichenberger Stiftung

### Messebeteiligungen
- Von 1978 an Teilnahme an der Art Basel sowie an den Kunstmärkten in Köln und Düsseldorf, FIAC Paris, Kunstmesse Chicago, Art Cologne, Cologne Fine Art

## Bibliografie (Auswahl)
- Galerie Denise René/Hans Mayer, Peter Reichenberger: Berührungen, Überlagerungen, Düren 1977 (Katalog zur Ausstellung)
- Yvonne Friedrichs, Das Kunstwerk, 1/1982
- David Galloway, Art in Amerika, Report from Germany, 4/1984
- Wibke von Bonin, 8 in Köln, 1/1986 (Katalog zur Ausstellung)
- Wim Cox, Kölner Künstler im Porträt, Köln 1990
- Jürgen Stöhr, Moers, Astoria, Bückeburg, Kunstverein Lippstadt, 1994 (Katalog zur Ausstellung)